# Goniostixis
Goniostixis är ett släkte av fjärilar. Goniostixis ingår i familjen nattflyn.
Kladogram enligt Catalogue of Life:
| Goniostixis | \| \| Goniostixis macariodes \| \| \| \| \| \| Goniostixis tephrinodes \| \| \| \| |
|             | \| \| Goniostixis macariodes \| \| \| \| \| \| Goniostixis tephrinodes \| \| \| \| |
|             | Goniostixis macariodes                                                             |
|             |                                                                                    |
|             | Goniostixis tephrinodes                                                            |
|             |                                                                                    |